# Jessica Jaymes
Jessica Jaymes (Anchorage (Alaska), 8 maart 1979 – Los Angeles, 17 september 2019) was een Amerikaanse pornoactrice. 

## Biografie
Toen ze tien jaar oud was verhuisde zij met haar vader mee naar Arizona. Oorspronkelijk had ze plannen om net als haar vader gevechtspiloot bij de Amerikaanse luchtmacht te worden, maar ze behaalde slechts 4 van de minimaal benodigde 6 toelatingspunten op de middelbare school. Gedurende haar schoolperiode werkte ze ook als exotisch danseres in een club tegenover de plaatselijke montessorischool.
Haar debuut in de Amerikaanse porno-industrie was in 2002, toen ze een afspraak had met mensen van het erotische blad Playtime magazine uit Arizona. Jessica Jaymes werd vervolgens gecast voor een hoofdrol in een pornofilm van productiemaatschappij Sunshine Films, getiteld: Sexhibition 9. Vervolgens maakte ze veertig films om vervolgens presentatrice te worden bij Playboy TV waar ze onder andere het realityprogramma Totally Busted presenteerde. 
Op 21-jarige leeftijd onderging ze een borstvergroting, waarbij haar cupmaat veranderde van 34B naar 35D. Ook liet ze een tepelpiercing en een clitorispiercing plaatsen. Ze was biseksueel, en had in diverse films seks met andere vrouwen. Ze verklaarde in interviews dat ze met acteren in pornofilms door wilde gaan zolang haar filmcarrière duurde; en als dat niet meer mogelijk zou zijn, zou ze haar eigen productiemaatschappij zou starten. 
Op 12 oktober 2004 werd bekend dat Jaymes en zanger Nick Lachey seksueel omgang hadden gehad tijdens een feest van hun vriend Sean Sullivan, in het huis van C-Note Records eigenaar Cody Leibel in Hollywood Hills. Ze verklaarde later in de New York Post dat Lachey haar alleen maar bekeken had tijdens een lesbische show met een andere pornoactrice. 
Na de publicatie van het incident met Nick Lachey was haar carrière gedoemd te mislukken, maar al snel kwam het bericht dat Jaymes een contract bij Hustler had getekend, waarna ze direct genomineerd werd voor de "Hustler Honey of the Year"-award. Jaymes speelde ook mee in de serie Whore Lore dat eigenlijk een pornoversie is van het populaire spel World of Warcraft.
Op 17 september 2019 werd de 40-jarige Jaymes dood aangetroffen in haar huis in de wijk North Hills in Los Angeles. Uit autopsie bleek dat ze was overleden aan een beroerte en de gevolgen van alcoholmisbruik.